# Marco Vipstano Galo
Marco Vipstano Galo (em latim: Marcus Vipstanus Gallus) foi um senador romano nomeado cônsul sufecto entre agosto e dezembro de 18. Era irmão do pretor em 17, Lúcio Vipstano Galo.
Lúcio Vipstano Publícola Messala, cônsul em 48, e Messala Vipstano Galo, cônsul sufecto no mesmo ano, podem ter sido seus filhos.